# 금성면 (금산군)
금성면(錦城面)은 충청남도 금산군의 면이다.

## 개요
금성면은 동쪽으로는 군북면과 접하고, 서쪽으로는 진산면과 접하며, 북쪽으로는 추부면과, 그리고 남쪽으로는 금산읍과 경계를 나눈다. 북쪽으로는 금산읍에서 대전으로 통하는 국도가 있으며 서쪽으로는 금산읍에서 진산면으로 통하는 지방도가 있다. 그외 많은 도로가 여러 곳으로 놓여 있어서 교통은 편리한 지역이다.
역사적 명승지로 의총리에 칠백의총이 있다.

## 연혁
- 백제 시대 : 진내군
- 757년 : 진예군
- 1305년 : 금주군
- 1413년 : 금산군 서일면, 서이면
- 1896년 : 전라북도 금산군
- 1914년 3월 1일 : 부군면 통폐합으로 서일면과 서이면을 병합해 금성면으로 칭함.
- 1962년 12월 12일 : 전라북도에서 충청남도로 환원[2]

## 행정 구역
| 법정리 | 한자명 | 행정리  | 자연마을                         | 비고                   |
| ------ | ------ | ------- | -------------------------------- | ---------------------- |
| 대암리 | 大巖里 | 대암리  | 대미, 왯불, 달락골, 사정이       |                        |
| 도곡리 | 道谷里 | 도곡1리 | 알미, 잔실                       |                        |
| 도곡리 | 道谷里 | 도곡2리 | 못안, 오룡                       |                        |
| 두곡리 | 杜谷里 | 두곡1리 | 성밑, 둑실                       |                        |
| 두곡리 | 杜谷里 | 두곡2리 | 돌고개                           |                        |
| 마수리 | 馬首里 | 마수1리 | 상마수, 신흥, 중마수             |                        |
| 마수리 | 馬首里 | 마수2리 | 적우실                           |                        |
| 상가리 | 上佳里 | 상가1리 | 새터, 쇠실                       | 면 행정복지센터 소재지 |
| 상가리 | 上佳里 | 상가2리 | 가치리, 원터                     |                        |
| 양전리 | 陽田里 | 양전1리 | 양전, 됫골                       |                        |
| 양전리 | 陽田里 | 양전2리 | 음전                             |                        |
| 양전리 | 陽田里 | 양전3리 | 비범리, 청룡안, 가래울           |                        |
| 의총리 | 義塚里 | 의총1리 | 원의총                           |                        |
| 의총리 | 義塚里 | 의총2리 | 음짓말, 서당말                   |                        |
| 파초리 | 芭蕉里 | 파초1리 | 반초                             |                        |
| 파초리 | 芭蕉里 | 파초2리 | 장목골, 다락골                   |                        |
| 하류리 | 下柳里 | 하류1리 | 갈골, 문미, 신촌, 정문           |                        |
| 하류리 | 下柳里 | 하류2리 | 큰말, 모정, 서원, 양지말         |                        |
| 하신리 | 下薪里 | 하신1리 | 아래삽실, 대정골, 쇠고개         |                        |
| 하신리 | 下薪里 | 하신2리 | 윗삽실, 중신                     |                        |
| 화림리 | 花林里 | 화림1리 | 상촌, 월곡, 서당말, 강당, 화림동 |                        |
| 화림리 | 花林里 | 화림2리 | 사갑, 큰말, 고개밑, 구억담       |                        |

## 볼거리
- 칠백의총 (사적 제105호)
- 위성통신 지구국 (KT스카이라이프 방송센터)

## 교육
- 금성초등학교
- 금계초등학교